# Gamer Network
Gamer Network Limited (раніше Eurogamer Network Limited) — британська компанія ЗМІ, що базується в Брайтоні. Заснована в 1999 р. Рупертом та Ніком Ломаном, вона володіє брендами — в першу чергу редакційними вебсайтами — що стосуються відеоігрової журналістики та інших відеоігрових підприємств. Компанією було запущено його флагманський вебсайт Eurogamer. У лютому 2018 року компанія ReedPOP придбала Gamer Network.
Gamer Network також організовує виставку EGX.

## Історія
Gamer Network було засновано під назвою Eurogamer Network у 1999 році братами Рупертом та Ніком Ломаном. Він був сформований в одночасно з відкриттям їхнього головного вебсайту Eurogamer, який запустили 4 вересня 1999 році. Нік Ломан покинув бізнес у 2004 році, щоб продовжити кар'єру в медицині.
У лютому 2011 року Eurogamer Network придбало американське видавництво Hammersuit разом із вебсайтами IndustryGamers.com та Modojo.com. 1 березня 2013 року, в рамках міжнародної експансії, Eurogamer Network оголосив, що змінив свою назву на Gamer Network. В рамках ребрендингу Eurogamer Events було перейменовано на Gamer Events, тоді як Hammersuit також прийняв назву Gamer Network. У жовтні Саймона Максвелла підвищили з керівника видавничої роботи до головного операційного директора.
26 лютого 2018 року було оголошено, що ReedPOP, підрозділ Reed Exhibitions, який організовує виставки відеоігор, таких як PAX, придбав Gamer Network. Поки Руперт Ломан залишався головним виконавчим директором Gamer Network, Максвелл став керуючим директором компанії та віце-президентом з питань діяльності ReedPOP у Великій Британії.

## Дочірні компанії

### Редакційні вебсайти
- Dicebreaker — вебсайт і канал YouTube, орієнтований на настільні ігри, заснований Gamer Network у серпні 2019 року.[9]
- Eurogamer — головний вебсайт Gamer Network для новин відеоігор; запущений у 1999 році разом із компанією.[2]
- GamesIndustry.biz — вебсайт, присвячений діловим аспектам індустрії відеоігор; заснована в рамках мережі Eurogamer у 2002 році.[10]
- Metabomb — вебсайт із відеоіграми з акцентом на кіберспорт; запущений в рамках Gamer Network у 2013 році.[11]
- Outside Xbox — канал YouTube, що фокусується на новинах ігор Xbox; випущений в 2012 році Eurogamer Network та Енді Фаррантом, Майком Ченнелом та Джейн Дуглас, трьома редакторами інших торгових точок, орієнтованих на Xbox.[12]
- Outside Xtra — канал YouTube, що фокусується на багатоплатформенних (не Xbox) новинах, таких як PlayStation, Nintendo, VR та ПК; заснована в 2016 році Eurogamer Network та Еллен Роуз та Люком Вестауеєм, письменником та ведучим Xbox On та старшим редактором CNET відповідно.[13]
- Rock, Paper, Shotgun — вебсайт, орієнтований на новини персональних комп'ютерних ігор, запущений у 2007 році Кіероном Гілленом, Алеком Міром, Джоном Уокером та Джимом Россіньолем; співпрацює з мережею Eurogamer у 2010 році та придбала її у 2017 році.[14][15]
- USgamer (USG) — дочірній сайт Eurogamer, керований американським персоналом; розпочато в 2013 році.[16]
- VG247 — Сайт новин про відеоігри, створений у 2008 році у партнерстві між Eurogamer Network та Патріком Гарраттом.[17]

### Інші
- Gamer Creative — власне креативне агентство Gamer Network; заснований і очолений Джошем Хітоном.[18]
- Gamer's Edition — проект, що виробляє товари та спеціальні випуски для відеоігор; започаткований у 2013 році, його першими проектами стали спеціальні видання для Papers, Please, а також компіляція Hotline Miami та Hotline Miami 2: Wrong Number[19][20]
- Jelly Deals — вебсайт із висвітленням продажів відеоігор; розпочато в 2016 році.[21]

## Сайти-партнери

### Редакційні вебсайти
- Nintendo Life — вебсайт, орієнтований на новини та огляди продуктів Nintendo, включаючи відеоігри та програмне забезпечення, що належить і управляється Nlife Media.[22] У ньому є розділи, що охоплюють Nintendo Switch, Wii U, Wii, Nintendo 3DS, Nintendo DSi, WiiWare, DSiWare та класичні назви, перевидані за допомогою ігор Virtual Console від Nintendo. Його було засновано наприкінці 2005 року.[23][24], придбавши сайти WiiWare World та Virtual Console Reviews у квітні 2009 року[24], і в 2011 році. Став партнером Gamer Network (тодішньої мережі Eurogamer)[25][26][27] У 2015 році сайт розширив свій канал YouTube, щоб отримувати регулярний вміст.[28]
- Push Square — вебсайт, орієнтований на ігрові новини PlayStation; запущений у 2012 році компаніями Nintendo Life та Sammy Barker.[29]
- Pure Xbox — вебсайт, орієнтований на новини про ігри Xbox; відновлений у 2020 році NLife Media.[30][31][32]
- Road to VR — вебсайт із відеоіграми з акцентом на віртуальну реальність; запустив Бен Ленг у 2011 році та у 2017 році став партнером Gamer Network.[33][34]
- Video Games Chronicle (VGC) — духовний наступник журналу Computer and Video Games; заснована у партнерстві з Gamer Network у 2019 році командою під керівництвом Енді Робінсона.[35]

### Інші
- Mod DB — вебсайт бази даних для модифікацій відеоігор; випущений у 2002 році та співпрацював з Gamer Network у 2015 році.[36][37]
- Indie DB — партнерський сайт для Mod DB, який охоплює інді-ігри; запущений Mod DB у 2010 році та у партнерстві з Gamer Network разом із Mod DB у 2015 році.[36][38]